# Karel van Pruisen (1801-1883)
Frederik Karel Alexander (Charlottenburg, 29 juni 1801 - Berlijn, 21 januari 1883), prins van Pruisen, was een Pruisisch generaal en kunstverzamelaar en sinds 1853 Herrenmeister van de heropgerichte Johannieterorde.

## Leven
Prins Karel was het zesde kind en de derde zoon van Frederik Willem III van Pruisen en Louise van Mecklenburg-Strelitz en dus de jongere broer van Frederik Willem IV en keizer Wilhelm I. Hij was de vader van de bekende veldmaarschalk prins Frederik Karel.
Hij nam al in 1811 dienst in het leger, was sinds 1819 lid van de Pruisische Staatsraad en begon zijn actieve militaire carrière in 1820, aanvankelijk als majoor, sinds 1822 als kolonel en sinds 1824 als majoor-generaal. In 1830 werd hij bevelhebber van de 2e gardedivisie, in 1832 luitenant-generaal, in 1836 generaal en uiteindelijk in 1854 Generalfeldzeugmeister en hoofd van de Pruisische artillerie. Hij maakte in het hoofdkwartier de Pruisisch-Oostenrijkse Oorlog van 1866 en de Frans-Duitse Oorlog van 1870-1871 mee.
Als Herrenmeister van de Johannieterorde was hij een belangrijke steunpilaar voor de monarchie, maar hij trok zich, het oneens met de binnen- en buitenlandse politiek van Wilhelm I, na diens troonsbestijging in 1861 van het hof terug en was sindsdien nog nauwelijks aanwezig bij officiële gelegenheden. Zijn positie van gouverneur van Mainz (1864-1866) leverde hem het ereburgerschap van die stad, opmerkelijk want de Pruisen waren in het katholieke Rijnland niet geliefd, en de orde Pour le Mérite op. Koning Willem III der Nederlanden maakte hem op 25 augustus 1878, net als zijn zoon Frederik Karel, commandeur in de Militaire Willems-Orde. Achtergrond voor de verlening was een dynastiek huwelijk.
Bekender dan om zijn militaire carrière is Karel als kunstkenner en -verzamelaar. Onder invloed van zijn opvoeder Heinrich Menu von Minutoli begon hij een omvangrijke verzameling voorwerpen uit de oudheid en de middeleeuwen, die hij meenam van talrijke reizen naar Italië, naar Carthago (1877) en naar Rusland, waar zijn zuster Charlotte tsarina was. De talrijke figuren, mozaïeken en zuilen maakten zijn zomerresidentie Slot Glienicke, dat hij door Karl Friedrich Schinkel liet verbouwen, tot de locatie van een belangrijke collectie kunstvoorwerpen. Zijn militaire interesse bleek uit een omvangrijke wapenverzameling.

## Huwelijk en kinderen
Karel was sinds 1827 gehuwd met Marie van Saksen-Weimar-Eisenach (1808-1877), een dochter van groothertog Karel Frederik. Uit het huwelijk werden drie kinderen geboren:
- Frederik Karel Nicolaas (1828-1885), gehuwd met Maria Anna van Anhalt-Dessau (1837-1906), dochter van Leopold IV van Anhalt
- Marie Louise Anna (1829-1901), gehuwd met Alexis van Hessen-Philippsthal-Barchfeld
- Maria Anna Frederika (1836-1918), gehuwd met Frederik van Hessen-Kassel

## Kwartierstaat
| August Willem van Pruisen (1722—1758)      | August Willem van Pruisen (1722—1758)      | August Willem van Pruisen (1722—1758)      | August Willem van Pruisen (1722—1758)      | August Willem van Pruisen (1722—1758)      | August Willem van Pruisen (1722—1758)      | Amalia van Brunswijk-Wolfenbüttel (1722-1780) | Amalia van Brunswijk-Wolfenbüttel (1722-1780) | Amalia van Brunswijk-Wolfenbüttel (1722-1780) | Amalia van Brunswijk-Wolfenbüttel (1722-1780) | Amalia van Brunswijk-Wolfenbüttel (1722-1780) | Amalia van Brunswijk-Wolfenbüttel (1722-1780) |                                             |                                             | Lodewijk IX van Hessen-Darmstadt (1719–1790) | Lodewijk IX van Hessen-Darmstadt (1719–1790) | Lodewijk IX van Hessen-Darmstadt (1719–1790) | Lodewijk IX van Hessen-Darmstadt (1719–1790) | Lodewijk IX van Hessen-Darmstadt (1719–1790) | Lodewijk IX van Hessen-Darmstadt (1719–1790) | Henriëtte Caroline van Palts-Zweibrücken (1721-1774) | Henriëtte Caroline van Palts-Zweibrücken (1721-1774) | Henriëtte Caroline van Palts-Zweibrücken (1721-1774) | Henriëtte Caroline van Palts-Zweibrücken (1721-1774) | Henriëtte Caroline van Palts-Zweibrücken (1721-1774) | Henriëtte Caroline van Palts-Zweibrücken (1721-1774) |                               |                               | Karel van Mecklenburg-Strelitz (1708-1752) | Karel van Mecklenburg-Strelitz (1708-1752) | Karel van Mecklenburg-Strelitz (1708-1752) | Karel van Mecklenburg-Strelitz (1708-1752) | Karel van Mecklenburg-Strelitz (1708-1752)    | Karel van Mecklenburg-Strelitz (1708-1752)    | Elisabeth Albertine van Sachsen-Hildburghausen (1713–1761) | Elisabeth Albertine van Sachsen-Hildburghausen (1713–1761) | Elisabeth Albertine van Sachsen-Hildburghausen (1713–1761) | Elisabeth Albertine van Sachsen-Hildburghausen (1713–1761) | Elisabeth Albertine van Sachsen-Hildburghausen (1713–1761) | Elisabeth Albertine van Sachsen-Hildburghausen (1713–1761) |                                             |                                             | George Wilhelm van Hessen-Darmstadt (1722-1782) | George Wilhelm van Hessen-Darmstadt (1722-1782) | George Wilhelm van Hessen-Darmstadt (1722-1782)            | George Wilhelm van Hessen-Darmstadt (1722-1782)            | George Wilhelm van Hessen-Darmstadt (1722-1782)            | George Wilhelm van Hessen-Darmstadt (1722-1782)            | Maria Luise Albertine van Leiningen-Dagsburg-Falkenburg (1729-1818) | Maria Luise Albertine van Leiningen-Dagsburg-Falkenburg (1729-1818) | Maria Luise Albertine van Leiningen-Dagsburg-Falkenburg (1729-1818) | Maria Luise Albertine van Leiningen-Dagsburg-Falkenburg (1729-1818) | Maria Luise Albertine van Leiningen-Dagsburg-Falkenburg (1729-1818) | Maria Luise Albertine van Leiningen-Dagsburg-Falkenburg (1729-1818) |  |  |  |  |  |  |  |  |  |  |  |  |  |  |  |  |  |  |  |  |  |  |  |  |  |  |  |  |  |  |  |  |  |  |  |  |  |  |  |  |  |  |  |  |  |  |  |  |
| August Willem van Pruisen (1722—1758)      | August Willem van Pruisen (1722—1758)      | August Willem van Pruisen (1722—1758)      | August Willem van Pruisen (1722—1758)      | August Willem van Pruisen (1722—1758)      | August Willem van Pruisen (1722—1758)      | Amalia van Brunswijk-Wolfenbüttel (1722-1780) | Amalia van Brunswijk-Wolfenbüttel (1722-1780) | Amalia van Brunswijk-Wolfenbüttel (1722-1780) | Amalia van Brunswijk-Wolfenbüttel (1722-1780) | Amalia van Brunswijk-Wolfenbüttel (1722-1780) | Amalia van Brunswijk-Wolfenbüttel (1722-1780) |                                             |                                             | Lodewijk IX van Hessen-Darmstadt (1719–1790) | Lodewijk IX van Hessen-Darmstadt (1719–1790) | Lodewijk IX van Hessen-Darmstadt (1719–1790) | Lodewijk IX van Hessen-Darmstadt (1719–1790) | Lodewijk IX van Hessen-Darmstadt (1719–1790) | Lodewijk IX van Hessen-Darmstadt (1719–1790) | Henriëtte Caroline van Palts-Zweibrücken (1721-1774) | Henriëtte Caroline van Palts-Zweibrücken (1721-1774) | Henriëtte Caroline van Palts-Zweibrücken (1721-1774) | Henriëtte Caroline van Palts-Zweibrücken (1721-1774) | Henriëtte Caroline van Palts-Zweibrücken (1721-1774) | Henriëtte Caroline van Palts-Zweibrücken (1721-1774) |                               |                               | Karel van Mecklenburg-Strelitz (1708-1752) | Karel van Mecklenburg-Strelitz (1708-1752) | Karel van Mecklenburg-Strelitz (1708-1752) | Karel van Mecklenburg-Strelitz (1708-1752) | Karel van Mecklenburg-Strelitz (1708-1752)    | Karel van Mecklenburg-Strelitz (1708-1752)    | Elisabeth Albertine van Sachsen-Hildburghausen (1713–1761) | Elisabeth Albertine van Sachsen-Hildburghausen (1713–1761) | Elisabeth Albertine van Sachsen-Hildburghausen (1713–1761) | Elisabeth Albertine van Sachsen-Hildburghausen (1713–1761) | Elisabeth Albertine van Sachsen-Hildburghausen (1713–1761) | Elisabeth Albertine van Sachsen-Hildburghausen (1713–1761) |                                             |                                             | George Wilhelm van Hessen-Darmstadt (1722-1782) | George Wilhelm van Hessen-Darmstadt (1722-1782) | George Wilhelm van Hessen-Darmstadt (1722-1782)            | George Wilhelm van Hessen-Darmstadt (1722-1782)            | George Wilhelm van Hessen-Darmstadt (1722-1782)            | George Wilhelm van Hessen-Darmstadt (1722-1782)            | Maria Luise Albertine van Leiningen-Dagsburg-Falkenburg (1729-1818) | Maria Luise Albertine van Leiningen-Dagsburg-Falkenburg (1729-1818) | Maria Luise Albertine van Leiningen-Dagsburg-Falkenburg (1729-1818) | Maria Luise Albertine van Leiningen-Dagsburg-Falkenburg (1729-1818) | Maria Luise Albertine van Leiningen-Dagsburg-Falkenburg (1729-1818) | Maria Luise Albertine van Leiningen-Dagsburg-Falkenburg (1729-1818) |  |  |  |  |  |  |  |  |  |  |  |  |  |  |  |  |  |  |  |  |  |  |  |  |  |  |  |  |  |  |  |  |  |  |  |  |  |  |  |  |  |  |  |  |  |  |  |  |
|                                            |                                            |                                            |                                            |                                            |                                            |                                               |                                               |                                               |                                               |                                               |                                               |                                             |                                             |                                              |                                              |                                              |                                              |                                              |                                              |                                                      |                                                      |                                                      |                                                      |                                                      |                                                      |                               |                               |                                            |                                            |                                            |                                            |                                               |                                               |                                                            |                                                            |                                                            |                                                            |                                                            |                                                            |                                             |                                             |                                                 |                                                 |                                                            |                                                            |                                                            |                                                            |                                                                     |                                                                     |                                                                     |                                                                     |                                                                     |                                                                     |  |  |  |  |  |  |  |  |  |  |  |  |  |  |  |  |  |  |  |  |  |  |  |  |  |  |  |  |  |  |  |  |  |  |  |  |  |  |  |  |  |  |  |  |  |  |  |  |
|                                            |                                            |                                            |                                            | Frederik Willem II van Pruisen (1744-1797) | Frederik Willem II van Pruisen (1744-1797) | Frederik Willem II van Pruisen (1744-1797)    | Frederik Willem II van Pruisen (1744-1797)    | Frederik Willem II van Pruisen (1744-1797)    | Frederik Willem II van Pruisen (1744-1797)    |                                               |                                               |                                             |                                             |                                              |                                              | Frederika van Hessen-Darmstadt (1751-1805)   | Frederika van Hessen-Darmstadt (1751-1805)   | Frederika van Hessen-Darmstadt (1751-1805)   | Frederika van Hessen-Darmstadt (1751-1805)   | Frederika van Hessen-Darmstadt (1751-1805)           | Frederika van Hessen-Darmstadt (1751-1805)           |                                                      |                                                      |                                                      |                                                      |                               |                               |                                            |                                            |                                            |                                            | Karel II van Mecklenburg-Strelitz (1741-1816) | Karel II van Mecklenburg-Strelitz (1741-1816) | Karel II van Mecklenburg-Strelitz (1741-1816)              | Karel II van Mecklenburg-Strelitz (1741-1816)              | Karel II van Mecklenburg-Strelitz (1741-1816)              | Karel II van Mecklenburg-Strelitz (1741-1816)              |                                                            |                                                            |                                             |                                             |                                                 |                                                 | Frederika Caroline Louise van Hessen-Darmstadt (1752–1782) | Frederika Caroline Louise van Hessen-Darmstadt (1752–1782) | Frederika Caroline Louise van Hessen-Darmstadt (1752–1782) | Frederika Caroline Louise van Hessen-Darmstadt (1752–1782) | Frederika Caroline Louise van Hessen-Darmstadt (1752–1782)          | Frederika Caroline Louise van Hessen-Darmstadt (1752–1782)          |                                                                     |                                                                     |                                                                     |                                                                     |  |  |  |  |  |  |  |  |  |  |  |  |  |  |  |  |  |  |  |  |  |  |  |  |  |  |  |  |  |  |  |  |  |  |  |  |  |  |  |  |  |  |  |  |  |  |  |  |
|                                            |                                            |                                            |                                            | Frederik Willem II van Pruisen (1744-1797) | Frederik Willem II van Pruisen (1744-1797) | Frederik Willem II van Pruisen (1744-1797)    | Frederik Willem II van Pruisen (1744-1797)    | Frederik Willem II van Pruisen (1744-1797)    | Frederik Willem II van Pruisen (1744-1797)    |                                               |                                               |                                             |                                             |                                              |                                              | Frederika van Hessen-Darmstadt (1751-1805)   | Frederika van Hessen-Darmstadt (1751-1805)   | Frederika van Hessen-Darmstadt (1751-1805)   | Frederika van Hessen-Darmstadt (1751-1805)   | Frederika van Hessen-Darmstadt (1751-1805)           | Frederika van Hessen-Darmstadt (1751-1805)           |                                                      |                                                      |                                                      |                                                      |                               |                               |                                            |                                            |                                            |                                            | Karel II van Mecklenburg-Strelitz (1741-1816) | Karel II van Mecklenburg-Strelitz (1741-1816) | Karel II van Mecklenburg-Strelitz (1741-1816)              | Karel II van Mecklenburg-Strelitz (1741-1816)              | Karel II van Mecklenburg-Strelitz (1741-1816)              | Karel II van Mecklenburg-Strelitz (1741-1816)              |                                                            |                                                            |                                             |                                             |                                                 |                                                 | Frederika Caroline Louise van Hessen-Darmstadt (1752–1782) | Frederika Caroline Louise van Hessen-Darmstadt (1752–1782) | Frederika Caroline Louise van Hessen-Darmstadt (1752–1782) | Frederika Caroline Louise van Hessen-Darmstadt (1752–1782) | Frederika Caroline Louise van Hessen-Darmstadt (1752–1782)          | Frederika Caroline Louise van Hessen-Darmstadt (1752–1782)          |                                                                     |                                                                     |                                                                     |                                                                     |  |  |  |  |  |  |  |  |  |  |  |  |  |  |  |  |  |  |  |  |  |  |  |  |  |  |  |  |  |  |  |  |  |  |  |  |  |  |  |  |  |  |  |  |  |  |  |  |
|                                            |                                            |                                            |                                            |                                            |                                            |                                               |                                               |                                               |                                               | Frederik Willem III van Pruisen (1770-1840)   | Frederik Willem III van Pruisen (1770-1840)   | Frederik Willem III van Pruisen (1770-1840) | Frederik Willem III van Pruisen (1770-1840) | Frederik Willem III van Pruisen (1770-1840)  | Frederik Willem III van Pruisen (1770-1840)  |                                              |                                              |                                              |                                              |                                                      |                                                      |                                                      |                                                      |                                                      |                                                      |                               |                               |                                            |                                            |                                            |                                            |                                               |                                               |                                                            |                                                            |                                                            |                                                            | Louise van Mecklenburg-Strelitz (1776-1810)                | Louise van Mecklenburg-Strelitz (1776-1810)                | Louise van Mecklenburg-Strelitz (1776-1810) | Louise van Mecklenburg-Strelitz (1776-1810) | Louise van Mecklenburg-Strelitz (1776-1810)     | Louise van Mecklenburg-Strelitz (1776-1810)     |                                                            |                                                            |                                                            |                                                            |                                                                     |                                                                     |                                                                     |                                                                     |                                                                     |                                                                     |  |  |  |  |  |  |  |  |  |  |  |  |  |  |  |  |  |  |  |  |  |  |  |  |  |  |  |  |  |  |  |  |  |  |  |  |  |  |  |  |  |  |  |  |  |  |  |  |
|                                            |                                            |                                            |                                            |                                            |                                            |                                               |                                               |                                               |                                               | Frederik Willem III van Pruisen (1770-1840)   | Frederik Willem III van Pruisen (1770-1840)   | Frederik Willem III van Pruisen (1770-1840) | Frederik Willem III van Pruisen (1770-1840) | Frederik Willem III van Pruisen (1770-1840)  | Frederik Willem III van Pruisen (1770-1840)  |                                              |                                              |                                              |                                              |                                                      |                                                      |                                                      |                                                      |                                                      |                                                      |                               |                               |                                            |                                            |                                            |                                            |                                               |                                               |                                                            |                                                            |                                                            |                                                            | Louise van Mecklenburg-Strelitz (1776-1810)                | Louise van Mecklenburg-Strelitz (1776-1810)                | Louise van Mecklenburg-Strelitz (1776-1810) | Louise van Mecklenburg-Strelitz (1776-1810) | Louise van Mecklenburg-Strelitz (1776-1810)     | Louise van Mecklenburg-Strelitz (1776-1810)     |                                                            |                                                            |                                                            |                                                            |                                                                     |                                                                     |                                                                     |                                                                     |                                                                     |                                                                     |  |  |  |  |  |  |  |  |  |  |  |  |  |  |  |  |  |  |  |  |  |  |  |  |  |  |  |  |  |  |  |  |  |  |  |  |  |  |  |  |  |  |  |  |  |  |  |  |
|                                            |                                            |                                            |                                            |                                            |                                            |                                               |                                               |                                               |                                               |                                               |                                               |                                             |                                             |                                              |                                              |                                              |                                              |                                              |                                              |                                                      |                                                      |                                                      |                                                      |                                                      |                                                      |                               |                               |                                            |                                            |                                            |                                            |                                               |                                               |                                                            |                                                            |                                                            |                                                            |                                                            |                                                            |                                             |                                             |                                                 |                                                 |                                                            |                                                            |                                                            |                                                            |                                                                     |                                                                     |                                                                     |                                                                     |                                                                     |                                                                     |  |  |  |  |  |  |  |  |  |  |  |  |  |  |  |  |  |  |  |  |  |  |  |  |  |  |  |  |  |  |  |  |  |  |  |  |  |  |  |  |  |  |  |  |  |  |  |  |
|                                            |                                            |                                            |                                            |                                            |                                            |                                               |                                               |                                               |                                               |                                               |                                               |                                             |                                             |                                              |                                              |                                              |                                              |                                              |                                              |                                                      |                                                      |                                                      |                                                      |                                                      |                                                      |                               |                               |                                            |                                            |                                            |                                            |                                               |                                               |                                                            |                                                            |                                                            |                                                            |                                                            |                                                            |                                             |                                             |                                                 |                                                 |                                                            |                                                            |                                                            |                                                            |                                                                     |                                                                     |                                                                     |                                                                     |                                                                     |                                                                     |  |  |  |  |  |  |  |  |  |  |  |  |  |  |  |  |  |  |  |  |  |  |  |  |  |  |  |  |  |  |  |  |  |  |  |  |  |  |  |  |  |  |  |  |  |  |  |  |
| Frederik Willem IV van Pruisen (1795-1861) | Frederik Willem IV van Pruisen (1795-1861) | Frederik Willem IV van Pruisen (1795-1861) | Frederik Willem IV van Pruisen (1795-1861) | Frederik Willem IV van Pruisen (1795-1861) | Frederik Willem IV van Pruisen (1795-1861) |                                               |                                               | Wilhelm I van Duitsland (1797-1888)           | Wilhelm I van Duitsland (1797-1888)           | Wilhelm I van Duitsland (1797-1888)           | Wilhelm I van Duitsland (1797-1888)           | Wilhelm I van Duitsland (1797-1888)         | Wilhelm I van Duitsland (1797-1888)         |                                              |                                              | Charlotte van Pruisen (1798-1860)            | Charlotte van Pruisen (1798-1860)            | Charlotte van Pruisen (1798-1860)            | Charlotte van Pruisen (1798-1860)            | Charlotte van Pruisen (1798-1860)                    | Charlotte van Pruisen (1798-1860)                    |                                                      |                                                      | Karel van Pruisen (1801-1883)                        | Karel van Pruisen (1801-1883)                        | Karel van Pruisen (1801-1883) | Karel van Pruisen (1801-1883) | Karel van Pruisen (1801-1883)              | Karel van Pruisen (1801-1883)              |                                            |                                            | Alexandrine van Pruisen (1803-1892)           | Alexandrine van Pruisen (1803-1892)           | Alexandrine van Pruisen (1803-1892)                        | Alexandrine van Pruisen (1803-1892)                        | Alexandrine van Pruisen (1803-1892)                        | Alexandrine van Pruisen (1803-1892)                        |                                                            |                                                            | Louise van Pruisen (1808-1870)              | Louise van Pruisen (1808-1870)              | Louise van Pruisen (1808-1870)                  | Louise van Pruisen (1808-1870)                  | Louise van Pruisen (1808-1870)                             | Louise van Pruisen (1808-1870)                             |                                                            |                                                            | Albert van Pruisen (1809-1872)                                      | Albert van Pruisen (1809-1872)                                      | Albert van Pruisen (1809-1872)                                      | Albert van Pruisen (1809-1872)                                      | Albert van Pruisen (1809-1872)                                      | Albert van Pruisen (1809-1872)                                      |  |  |  |  |  |  |  |  |  |  |  |  |  |  |  |  |  |  |  |  |  |  |  |  |  |  |  |  |  |  |  |  |  |  |  |  |  |  |  |  |  |  |  |  |  |  |  |  |

## Onderscheidingen
- Pour le Mérite op 28 juli 1866[1][2]
- IJzeren Kruis 1870, 2e klasse[1]
- Commandeur in de Militaire Willems-Orde op 25 augustus 1878 als General der Infanterie[3]
- Grootmeester van de Johannieterorde in 1853
- Ridder in de Orde van het Gulden Vlies
- Orde van de Witte Adelaar
- Orde van de Zwarte Adelaar
- Grootkruis in de Orde van de Heilige Stefanus
- Ridder in de Orde van Kalakaua I in 1881
- Orde van Sint-George
  - 3e klasse op 22 oktober 1872
  - 4e klasse op 26 november 1869
- Ridder in de Orde van de Serafijnen op 22 maart 1873